# 博雅互動

博雅互動國際有限公司，簡稱博雅互動國際，以及博雅互動（英語：Boyaa Interactive International Limited，港交所：0434），在2004年，由張偉（董事長及首席執行官）及戴志康，於深圳（總部）成立「深圳市东方博雅科技有限公司」。
業務在中國大陸經營生產和銷售棋牌类游戏开发和运营，包括《德州扑克》、《斗地主》、《麻将》、《象棋》、《虫虫特攻队》遊戲產品。
該公司股份在2013年11月12日於港交所主板上市。招股價為4.55至5.6港元之間，全球發售為1.8439億股，集資額為8.39-10.33億港元。
该公司在2014年3月获得“福布斯最佳潜力企业”排名第一 

## 連結
- boyaa.com （页面存档备份，存于）
- boyaa.com.hk （页面存档备份，存于）
- boyaa 手机端